# MPEG

Logo-ul MPEG

MPEG (Moving Pictures Experts Group) în traducere: Grupul de Experți al Imaginilor în Mișcare, este un comitet internațional de standardizare înființat în 1988, specializat în standardizarea compresiei datelor audio și video digitale. A fost format din experți ISO și IEC (International Electrotechnical Commission - Comisia Electrotehnică Internațională), cu sarcina de a standardiza un algoritm de codare video adecvat stocării digitale și transmisiei la rate de bit de până la 1,5 Mb/s.   Până  în anul 2005, grupul a ajuns să cuprindă aproximativ 350 de membri din diferite industrii, universități și instituții de cercetare. 

## Standarde
MPEG este considerat standardul revoluției audio-video digitale. Acest standard a apărut ca un răspuns la necesitatea de a comprima cât mai bine imaginea și sunetul.
Există mai multe standarde MPEG utilizate sau în dezvoltare, revizuite prin amendamente ulterioare sau au fost republicate. Fiecare standard de compresie a fost proiectat pentru o anumită aplicație și rată de biți. 
Standardele MPEG sunt în prezent cele mai utilizate instrumente pentru compresia audio-video de înaltă calitate la rate de bit foarte mici.
Unele standarde sunt dezvoltate în mai multe părți (MPEG-1 are 5 părți, MPEG-2 are 11 părți și MPEG-4 are 33 de părți). Fiecare parte este împărțită în profiluri, identificând un subset de caracteristici care trebuie să fie incluse într-o implementare, profilurile sunt împărțite în niveluri („levels”), legate de volumul de calcule necesare codificării pentru a se adapta la rata de biți și rezoluție. Audio este împărțită în straturi („layers”), legate de rata de biți audio. 
MPEG a standardizat următoarele formate de compresii și standarde:  
- MPEG-1 (1992 , ISO/IEC 11172): pentru comprimare imagini și audio în mișcare,  de 52:1, până la 1,5 Mbit /sec (CD-ROM, video pe Internet, transmise ca fișiere .mpg); nivelul 3 MPEG-1 (MPEG-1 level 3) este folosit pentru compresia digitală audio MP3.

- MPEG-2 (1994, ISO/IEC 13818): proiectat pentru comprimarea și transmiterea de televiziune digitală și pentru compresie DVD, între 1,5 și 15 Mbit /sec.

- MPEG-4 (1998, ISO/IEC 14496): destinat în special televiziunii digitale interactive (IDTV - Interactive Digital Television), asigurând o compresie mai mare de 200:1. Au fost incluse câteva noi standarde, în special MPEG-4 Part 2 și MPEG-4 AVC (MPEG-4 Part 10 sau H.264), care poate fi utilizat pe HD DVD și Blu-ray împreună cu VC-1 și MPEG-2.

- MPEG-7 (2002, ISO/IEC 15938): pentru afișarea de conținut multimedia, filtrare și personalizare, precum și integritatea și securitatea conținutului.

- MPEG-21 (2001, ISO/IEC 21000): cadru multimedia pentru livrarea și consumul de conținut multimedia, protecția și gestionarea proprietății intelectuale.

### Alte standarde
- MPEG-A (2007, ISO/IEC 23000): Format multimedia
- MPEG-B (2006, ISO/IEC 23001): Tehnologia sistemelor MPEG
- MPEG-C (2006, ISO/IEC 23002): Tehnologii video MPEG
- MPEG-D (2007, ISO/IEC 23003): Tehnolgii audio MPEG
- MPEG-E (2007, ISO/IEC 23004): Multimedia Middleware
- (none) (ISO/IEC 29116): Tehnologii media suplimentare 2008; va fi revizuit în MPEG-M Partea 4
- MPEG-V (ISO/IEC FCD 23005): Control și context media, în dezvoltare
- MPEG-M (ISO/IEC FCD 23006): MPEG middleware extensibil, în dezvoltare
- MPEG-U (ISO/IEC FDIS 23007): Interfețe media pentru utilizator, în dezvoltare [3]

## Aplicații

Diversele formate multimedia care utilizeză MPEG

Cele mai importante aplicații care au condus la dezvoltarea standardelor de compresie
MPEG sunt:
- Capacitatea de stocare: compresia audio/video, astfel încât să se poată folosi ca mediu de stocare CD-ul (rate de transfer 1.2 Mbps), sau DVD pentru stocarea unei cantități mai mari de informație, la rate de transfer mult mai mari

- Transmisia semnalului video digital:  implementarea și dezvoltarea unor tehnologii de compresie pentru aplicațiile de transmisie digitale (televiziune digitală)

- Transmisia comutată a datelor video digitale – stabilirea unei căi de comunicare între sursa video (codor în timp real sau un sistem de stocare) și decodor

- Televiziunea de înaltă definiție – HDTV (High Definition Television); folosirea tehnicilor de compresie a semnalului video, face ca banda folosită de un canal HDTV să fie comparabilă cu cea folosită de televiziunea clasică.

- Aplicații multimedia – dezvoltarea aplicațiilor multimedia. [4]

## Procedee de compresie MPEG
Reducerea vitezei de transmisie, prin micșorarea debitului de informație, se face parcurgând următorii pași [ISO95]:
- Reducerea irelevanței: 
  - Reducerea cuantizării semnalului obținut de la 10 biți la 8 biți
  - Reducerea rezoluției pe verticală a semnalului de culoare
  - Utilizarea transformatei cosinus discrete (DCT) urmată de cuantizare
- Reducerea redundanței:
  - Excluderea intervalelor de stingere pe verticală și pe orizontală
  - Modularea diferențială în cod a impulsurilor pentru imaginile în mișcare
  - Codare Huffman, codarea cu lungime variabilă
- Scanare în zigzag [5]